# François de Beauharnais de La Boëche
Pour les articles homonymes, voir François de Beauharnais et Maison de Beauharnais.
François de Beauharnais de La Boische, ou Beauharnois de La Chaussaye, baptisé le 19 septembre 1665 dans la paroisse Saint-Laurent-des-Orgerils d'Orléans, mort le 9 septembre 1746 à Orléans, est un intendant des colonies, intendant des armées navales, de la marine française.

## Biographie

### Famille et clientèle
François de Beauharnais est le fils de François IV de Beauharnais, avocat en Parlement, lieutenant général du siège d’Orléans et chevalier de Saint-Louis, le petit-fils d’un premier maître d’hôtel ordinaire du roi (1652) et l'arrière-petit-fils d’un marchand bourgeois d’Orléans, « l’un des plus riches citoyens de la ville ». Par une alliance entre une Beauharnais et un Phélypeaux, il se trouve cousin du Chancelier et secrétaire d’État de la marine Louis Phélypeaux de Pontchartrain. Le fils de ce dernier, Jérôme Phélypeaux de Pontchartrain, cherche une alliance pour son protégé. Il lui fait épouser Françoise, fille du sieur François Desgrez, riche et célèbre exempt de la police de Paris, en 1691.

### Carrière (Marine et Colonie)
La carrière de François de Beauharnais est considérablement accélérée par la faveur ministérielle. Il devient directement écrivain principal le 18 avril 1691 à Toulon. L’année suivante, le 1er avril 1692, il reçoit sa commission de commissaire ordinaire et sert à Toulon, puis Rochefort, Le Havre et Brest jusqu’en 1702. La création de charges vénales marque de facto la suppression des commissions ordinaires. Beauharnais est donc réformé du service.
Afin de lui éviter de payer l’achat d’une commission, le second Pontchartrain, Jérôme, fait nommer Beauharnais intendant de la Nouvelle-France en rappelant Jean Bochart de Champigny, destiné au Havre. Mais la mort d’Antoine-François Phélypeaux d’Herbault (10 octobre 1704) après la bataille navale de Vélez-Malaga (août 1704), libère la place d’intendant des armées navales. Le secrétaire d'État de la Marine la destine alors à Beauharnais qui délaisse les terres canadiennes (décembre 1705) et devient intendant des armées navales (1er janvier 1706).
Le 1er janvier 1710, Beauharnais devient intendant des classes à la suite de la mutation de Pierre Arnoul, mais il n’a guère le temps de s’employer à ses nouvelles fonctions : la mort de Michel Bégon le 13 mars 1710 laisse les intendances de Rochefort et de la généralité de La Rochelle vacantes. Beauharnais les récupère toutes deux (24 mars 1710), mais doit abandonner, en 1715, l’intendance de La Rochelle sur ordre du Régent sous prétexte qu’il n’est pas maître des requêtes (on lui offre cependant la possibilité d’en acheter la charge mais Beauharnais refuse). À la suite de pressions sur Maurepas, Beauharnais est démis de l’intendance de Rochefort et on lui confie pour la seconde fois l’intendance des armées navales (1er avril 1739).
François de Beauharnais se retire alors sur sa terre de la Boëche, ancien nom de la seigneurie de La Chaussée (ou la Chaussaye), qui se trouve dans les faubourgs ouest d’Orléans et s’y éteint le 9 octobre 1746.

### Fortune mobilière et foncière en France et au Canada
Outre ses propriétés foncières près d'Orléans, Beauharnais avait profité de son furtif passage en Nouvelle-France pour se procurer la terre de Banville (ou Beauville ou encore Bauville), qui se situe en Acadie, au Canada. Le roi lui fait don, par brevet du 2 avril 1707, du lieu de Port-Maltais (rivière comprise, quatre lieux de rive, deux de profondeur, avec les îles adjacentes). Le 25 juin 1707, par lettres patentes, cette terre est érigée en baronnie de Banville.
À la fin de sa vie, Beauharnais jouit de plusieurs pensions qui lui rapportent 21 200 livres tournois par an. Il prévoit dans son testament de régler sa succession en faveur de ses deux neveux, fils de son frère cadet Beauharnais de Beaumont. L’aîné, le marquis de Beauharnais, lieutenant général des armées navales fait casser le testament, en sorte que l’héritage a été partagé par tous les neveux et nièces, y compris Michel Bégon fils, premier commis du bureau des Fonds.

## Héraldique
| Blason de la famille Beauharnais | Les armes de François de Beauharnais, enregistrées le 23 décembre 1699 au bureau de Brest, se blasonnent ainsi : D’argent, à une fasce de sable, accompagnée de trois merlettes de même, rangées en chef. |